# Carel Max Quaedvlieg
Carel Max Gerlachus Antoon Quaedvlieg, detto anche Charles Quaedvlieg, (Valkenburg, 31 marzo 1823 – Roma, 3 1874) è stato un pittore olandese. Inizialmente dipingeva scene religiose cristiane,  una volta giunto a Roma, ha iniziato a dipingere paesaggi italiani e scene storiche. 

## Biografia
Figlio di Frederik Willem Quaedvlieg (1789–1872), sindaco di Valkenburg, e di Anna Maria Gertrudis, nata Specken (1789–1834), Quaedvlieg si è rivelato di talento sin dall'inizio. Già al liceo è stato stimolato dal suo insegnante d'arte, Lambert Hastenrath, i cui risultati portarono il padre a permettergli di studiare nelle accademie d'arte di Anversa e Düsseldorf al fine di migliorare le sue capacità. Fu studente di Pierre Henri Lipkens. Il 29 giugno 1848 sposò Maria Theresia Eijmael (1828-1852) di Heerlen, da cui ebbe due figli di due figli (1848, 1849) e una figlia (1850). 
Dopo la prematura scomparsa della moglie nel 1852, si stabilì a Roma nel luglio del 1853, dove trascorse gran parte della sua vita lavorativa. Qui fu membro dell'Associazione degli artisti tedeschi dal 1855 al 1858 e prese parte attiva al "Cervarofest" ("Cervarafest" o "Carnevale dei tedeschi"). In un dipinto che creò insieme al pittore inglese Robert Alexander Hillingford, immortalò gli avvenimenti di questo festival artistico nel 1856. Il 3 settembre 1856 sposò Francesca Belli. Fu ospite, nella villa romana Villa Celimontana, della principessa olandese-prussiana Marianna (sorella minore del re Guglielmo II). Marianna favoriva gli artisti assegnando commissioni ed acquistando le loro opere. Trascorse otto mesi nello studio della villa, dove realizzò cinque dipinti ad olio di piccolo formato degli interni di questa casa, comprese le opere d'arte che vi si trovano con la collezione di tesori d'arte, commissionata da Marianne. Marianne ha acquistato da lui altre sette opere, tra cui Un pomeriggio su Ischa e Landvrouwen al pozzo. 
A Roma, Quaedvlieg si classificò al primo posto durante una competizione con il dipinto di storia Re Saul del cartomante di Endor, a cui in seguito fu assegnato un posto nel Pantheon. In questa occasione si è svolta una fiaccolata con tutti gli artisti rimasti a Roma. Quaedvlieg ha ricevuto una medaglia d'oro e il permesso di indossare la speciale veste che gli ha permesso di entrare in ogni Accademia di Belle Arti in Europa. Dipinse paesaggi e scene della vita popolare romana.

## Francobolli
Il Ministero dello sviluppo economico ha emesso il 20 settembre 2020, in occasione del 150º anniversario della Breccia di Porta Pia, quattro francobolli commemorativi ed un foglietto che riproduce il dipinto di Quaedvlieg: “La breccia di Porta Pia” appartenente alla Collezione Apolloni di Roma.

## Galleria d'immagini

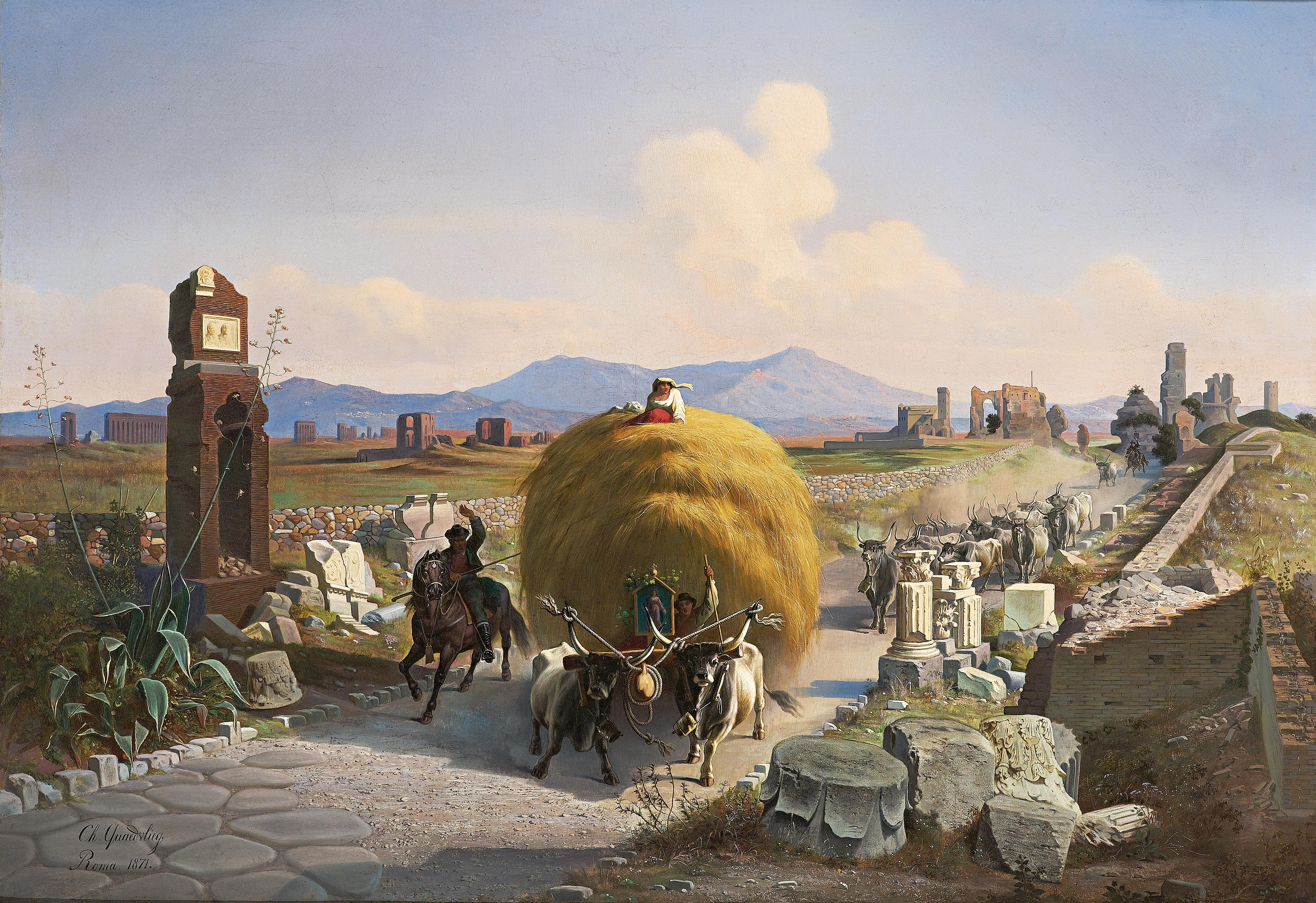
Via Appia. Roma.1871. Olio su tela su tavola, 70 x 100 cm